# Fatiha Iberaken
Fatiha Iberaken (sinh ngày 3 tháng 4 năm 1986) là một cầu thủ bóng ném của đội Algérie. Cô chơi cho câu lạc bộ Saida, và trong đội tuyển quốc gia Algérie. Cô thi đấu tại Giải vô địch bóng ném nữ thế giới 2013 ở Serbia, nơi Algérie xếp thứ 22.